# Online Couponing
Online-Couponing stellt seit der Verbreitung von Onlineshops ein Marketinginstrument als Variante des Couponing (Benutzung von Rabattmarken bzw. Ausdruckcoupons) dar.

## Vorgang
Die Ausgabe von sogenannten Gutscheincodes erfolgt dabei über Gutscheinportale. Diese Gutscheincodes können vom Kunden beim Bezahlvorgang von Konsumgütern auf der entsprechenden Seite des Onlineshops eingeben werden. Der Rabatt wird entweder in Form eines Prozentsatzes, eines Festbetrags oder als spezieller Vorteil wie einem kostenlosen Versand erteilt. Die Coupons werden von den werbenden Unternehmen herausgegeben und auf verschiedene Arten verbreitet. Dies kann zum Beispiel auf direktem Weg geschehen, in dem die Gutscheincodes per SMS oder WhatsApp, E-Mail oder offline per Post an den Kunden gesendet werden, oder aber auf indirektem Weg über Newsletter, Gutscheinportale oder offline als Beilage in einer Zeitung oder einem Magazin.
Aufgabe der Gutscheinportale ist es, die verfügbaren Gutscheincodes zu sammeln und dem User zur Verfügung zu stellen. Ziel ist es, den User durch den gewährten Rabatt zum Kauf von Waren zu animieren.
Fälschlicherweise wird Online Couponing, also der Preisnachlass durch Eingabe von Gutscheincodes, häufig mit dem Geschäftsmodell von Groupon & Co. verwechselt. Diese beiden Geschäftsmodelle unterscheiden sich jedoch stark. Gutscheinportale, die im Bereich Online Couponing aktiv sind, stellen eine Auswahl kostenloser Gutscheincodes für Onlineshops zur Verfügung, die ohne Anmeldung und ohne Kauf eines Gutscheins einen sofortigen Rabatt für Online Bestellungen generieren. Bei Anbietern wie Groupon muss der Verbraucher allerdings einen rabattierten Wertgutschein (für z. B. ein Erlebnis oder einen Restaurantbesuch) kaufen, der einen bestimmten Gutscheinwert besitzt.

## Mobile Couponing
Mobile Couponing ist eine weitere Ausprägung des Online-Couponings, das durch die rasante Verbreitung von Smartphones und Tablets entstanden ist. Der Verbraucher erhält den Gutschein auf sein Smartphone und zeigt diesen beim Bezahlen an der Kasse. Diese Coupons werden sowohl per E-Mail als auch SMS versendet. Optional sind sie über mobile Portale und durch spezielle Applikationen erhältlich. Auf dem Display des Mobiltelefons erscheint ein Barcode oder Ziffern-Code, der abgetippt bzw. eingescannt wird und so wird der Kunde direkt via Smartphone oder Tablet zum Kauf eines Artikels animiert.

## Kritikpunkte
Anbieter stehen Gutscheinportalen teils kritisch gegenüber, da Kunden häufig erst im Anschluss an die eigentliche Kaufentscheidung nach einem passenden Gutschein suchen, was dazu führt, dass der Anbieter keinen Neukunden gewinnt, er aber dennoch sowohl dem Kunden einen Rabatt gewähren als auch dem Gutscheinportal eine Provision zahlen muss. Darüber hinaus beachten viele Gutscheinportale nur unzureichend die Aktualität der veröffentlichten Gutscheine, was beim Versuch des Einlösens wiederum zu negativen Einkaufserfahrungen des Kunden in Bezug auf den entsprechenden Anbieter führen kann.
Aus der Kundenperspektive ergeben sich die Kritikpunkte vor allem aus der hohen Komplexität, die durch zahlreiche Sonderregelungen und Beschränkungen gegeben sind. Hier sind insbesondere Mindestbestellwert, Zeitraum der Gültigkeit und weitere Beschränkungen auf ausgewählte Produkte oder Kundengruppen anzuführen.

## Rechtliche Aspekte
Mit den zivilrechtliche Rechtsfragen bei Gutscheinkäufen auf Online-Gutscheinplattformen befasst sich ausführlich der Aufsatz Dienst/Scheibenpflug, JurPC Web-Dok. 147/2012, Abs. 1 – 103.
Der Beitrag untersucht die Rechtsnatur des Online-Gutscheins, den Inhalt und die Vertragsparteien des Gutscheingeschäfts. Daneben gibt er einen Überblick über rechtliche Einzelaspekte des Couponing mit Fokus auf verbraucherrechtliche Fragestellungen. Im Fokus stehen dabei insbesondere der Entfall von Restbeträgen bei nur teilweiser Einlösung und die Beschränkung des Gültigkeitszeitraums eines Gutscheins.
Zu Gültigkeitsfristen von Online-Coupons haben bisher das AG Köln und das LG Berlin Stellung bezogen. Die Wirksamkeit der Befristung von über Gutscheinplattformen erworbenen Gutscheinen analysiert der Beitrag Dienst/Scheibenpflug, Verbraucher und Recht 2013, 83. Die Autoren gehen davon aus, dass bei stark rabattierten Leistungsgutscheinen im Einzelfall sogar die Festlegung eines Gültigkeitszeitraums von weniger als drei Monaten angemessen sein kann.

## Weblink
- Jacqueline Pohl: Gutscheine aufs Handy auf Chip.de, am 29. April 2012